# Paintsville
Paintsville é uma cidade localizada no estado americano de Kentucky, no Condado de Johnson.

## Demografia
Segundo o censo americano de 2000, a sua população era de 4132 habitantes.
Em 2006, foi estimada uma população de 4155, um aumento de 23 (0.6%).

## Geografia
De acordo com o United States Census Bureau tem uma área de
13,6 km², dos quais 13,6 km² cobertos por terra e 0,0 km² cobertos por água. Paintsville localiza-se a aproximadamente 204 m acima do nível do mar.

## Localidades na vizinhança
O diagrama seguinte representa as localidades num raio de 24 km ao redor de Paintsville.